# Love/Juice
Pour plus de détails, voir Fiche technique et Distribution.
Love/Juice est un film japonais réalisé par Kaze Shindō, sorti en 2000.

## Synopsis
Chinatsu, une jeune femme lesbienne, vit en colocation avec Kyoko. Bien qu'elles soient attirées l'une à l'autre, Kyoko ne semble n'avoir d'intérêt que pour les hommes.

## Fiche technique
- Titre : Love/Juice
- Réalisation : Kaze Shindō
- Scénario : Kaze Shindō
- Musique : Kenichiro Isoda
- Photographie : Kōji Kanaya
- Montage : Yukio Watanabe
- Production : Chikako Nakabayashi, Tsuyoshi Sugino et Kazutoshi Wadakura
- Société de production : Cine Bazar
- Pays :  Japon
- Genre : Comédie dramatique et romance
- Durée : 78 minutes
- Dates de sortie : 
  -  Canada : 2 octobre 2000 (Festival international du film de Vancouver)

## Distribution
- Mika Okuno : Chinatsu
- Chika Fujimura : Kyoko
- Toshiya Nagasawa
- Hidetoshi Nishijima
- Okuno Mika
- Ryō Morikawa
- Yōji Tanaka

## Distinctions
Le film a été présenté en sélection officielle en compétition dans la section Forum de la Berlinale 2001 où il a remporté les prix C.I.C.A.E. et Wolfgang Staudte.